# Independência ou Morte
Independência ou Morte (en español: "Independencia o Muerte"), también conocida como O Grito do Ipiranga (en español: "El Grito de Ipiranga") es una pintura del artista brasileño Pedro Américo. Es considerada la mejor representación, y la más difundida, del momento de la Independencia de Brasil y del acto oficial de fundación de Brasil. Su nombre proviene de la exclamación de Pedro I al proclamar la independencia del país el 7 de septiembre de 1822: "É tempo! Independência ou Morte! Estamos separados de Portugal!" (en español: "¡Es tiempo! ¡Independencia o Muerte! ¡Estamos separados de Portugal!").
En 1886, el consejero imperial Joaquim Inácio Ramalho, entonces presidente de la Comisión para el Monumento de Ipiranga, firmó un contrato con Pedro Américo en el que el artista se comprometía a pintar, en tres años, un "cuadro histórico conmemorativo de la proclamación de la independencia por el príncipe regente D. Pedro en los campos de 'Ypiranga'". Antes de comenzar el cuadro, el artista investigó minuciosamente sobre el movimiento independentista, los trajes de la época y otros detalles. Todavía en 1886, el mismo año en que firmó el contrato para realizar la obra, el artista hizo el estudio que se encuentra en el Palacio Itamaraty, en Brasilia. Para este trabajo, Américo profundizó en la investigación de época, estudiando el movimiento independentista, entrevistando a testigos y buscando ropa original, una atención al detalle que se refleja tanto en el estudio como en la obra final. También estudió otras obras de artistas de pintura histórica como Ernest Meissonier y Horace Vernet. 
La obra se expuso por primera vez el 8 de abril de 1888 en la Academia de Bellas Artes de Florencia y, tres meses después, fue entregada al gobierno paulista. La obra agradó a los críticos de arte y fue considerada en la época como "una obra colosal" que llevaba "el sello de una imaginación creadora y de un ingenio robusto". En Brasil, el lienzo se expuso por primera vez el 7 de septiembre de 1895, en la inauguración del Museo Paulista. El entonces director del museo, Affonso Taunay, lo utilizó como punto de partida y pieza principal de un programa de decoración elaborado a partir de un contexto político-ideológico para todo el edificio y sus obras, convirtiéndose en el elemento central de la sala principal del museo.